# The Ruins of Beverast
The Ruins of Beverast est un groupe allemand de doom metal, originaire d'Aix-la-Chapelle, en Rhénanie-du-Nord-Westphalie.

## Histoire
Après la dissolution du groupe Nagelfar, dans lequel Alexander von Meilenwald jouait de la batterie, lui et l'ancien chanteur de Nagelfar Zingultus (Endstille, Graupel) avaient d'abord prévu de lancer à deux un nouveau projet influencé par le black metal. Dans ce but, von Meilenwald, qui n'était pas encore expérimenté à la guitare, s'entraînait à composer ses propres chansons. Bien que le projet commun n'ait finalement pas abouti, il donne naissance à quelques chansons inspirées du black metal traditionnel, que von Meilenwald a gravées sur un CD-R et distribuées à quelques amis sous le titre The Furious Waves of Damnation, sans vraiment vouloir publier les chansons en tant que démo.
Von Meilenwald s'attèle ensuite à l'écriture d'un autre matériel, qui, contrairement au caractère brut de The Furious Waves of Damnation, semblait plus élaboré et plus personnel, et qui est à nouveau simplement gravé sur un CD-R vierge et distribué à quelques amis de von Meilenwald sous le titre Unlock the Shrine. L'un de ces amis, l'ancien collègue de von Meilenwald chez Nagelfar, Sven « Weidmann Sveinn Hackelnberg » Dinninghoff, propriétaire du label discographique Ván Records, le pousse finalement à publier officiellement les nouveaux morceaux via son label.
Après que von Meilenwald ait cédé à l'insistance de Dinninghoff en 2004, il commence à écrire de nouveaux morceaux qui, en plus des racines black metal toujours clairement reconnaissables de Meilenwald, étaient maintenant fortement influencés par le doom metal et l'ambient et sont finalement publiés en 2006 sous le titre Rain Upon the Impure, toujours chez Ván Records.
L'album du groupe sorti en 2009, Foulest Semen of a Sheltered Elite, qui conserve les influences doom et ambient de l'album précédent, se caractérise par un son un peu plus clair que son prédécesseur, mais le style actuel est conservé et affiné,,,. Auparavant, von Meilenwald avait participé à deux splits en 2007 : d'une part avec la chanson The Moselle Enigma... Is a Tale About All that Frightens Man sur un split avec le groupe néerlandais Urfaust, publié via Ván Records, et d'autre part avec la chanson Desert Lair sur le split de quatre groupes Gott in uns, publié via Obscure Abhorrence Productions (avec les groupes Deathgate Arkanum, Nihil Nocturne et Anti).
Le 6 septembre 2013, l'album Blood Vaults sort chez Ván Records,.

## Style musical
Le nom du groupe est dérivé du mot Beberast, un synonyme de Bifröst, le pont qui, dans la mythologie nordique, relie le royaume terrestre, Midgard, au royaume céleste, Asgard. Cependant, les textes ne contiennent pas de thèmes issus du paganisme germanique, mais utilisent principalement des références à la symbolique biblique de l'Ancien Testament avec des tendances antichrétiennes et misanthropes. Un autre thème récurrent est la fin du monde biblique ; dans le texte des Restless Mills, Meilenwald décrit la fin inévitable à ses yeux, qui sera provoquée par l'humanité sous le regard d'un messie envoyé par YHWH. D'autres titres présentent un lien avec les mythologies moyen-orientales, les paroles de la chanson Theriak-Baal-Theriak décrivent le réveil du démon Baal. Meilenwald choisit de faire le lien avec l'Antiquité orientale et européenne, car celle-ci est le « berceau » de la société contemporaine ; la tâche consiste à « transposer métaphoriquement ses dogmes archaïques et son héritage culturel dans les temps modernes ».

## Discographie

### Albums studio
- 2004 : Unlock the Shrine (Ván Records)
- 2006 : Rain Upon the Impure (Ván Records)
- 2009 : Foulest Semen of a Sheltered Elite (Ván Records)
- 2013 : Blood Vaults – The Blazing Gospel of Heinrich Kramer (Cryptae Sanguinum – Evangelium Flagrans Henrici Institoris) (Ván Records)
- 2017 : Exuvia
- 2021 : The Thule Grimoires (95e place en Allemagne[10], et 77e place en Suisse[11])

### Démo
- 2003 : The Furious Waves of Damnation

### EP
- 2006 : Takitum Tootem!

### Splits
- 2007 : Urfaust / The Ruins of Beverast (split-EP avec Urfaust, Ván Records)
- 2007 : Gott in uns (split-LP avec Deathgate Arkanum, Nihil Nocturne et Anti, Obscure Abhorrence Productions)

### Compilations
- 2011 : Enchanted by Gravemould (Ván Records)